# Оскарс Бартуліс
Оскарс Бартуліс (латис. Oskars Bārtulis; 21 січня 1987, м. Огре, СРСР) — колишній латвійський хокеїст, захисник.
Вихованець хокейної школи «Старс» (Рига). Виступав за «Призма» (Рига), «Вілкі» (Рига), ЦСКА-2 (Москва), «Монктон Вайлдкетс» (QMJHL), «Кейп Бретон Скрімінг Іглз» (QMJHL), «Філадельфія Фентомс» (АХЛ), «Адірондак Фантомс» (АХЛ), «Філадельфія Флайєрс».
В чемпіонатах НХЛ — 66 матчів (1+8), у турнірах Кубка Стенлі — 7 матчів (0+0).
У складі національної збірної Латвії учасник зимових Олімпійських ігор 2010 (4 матчі, 0+0), учасник чемпіонатів світу 2005, 2009 і 2012 (45 матчів, 4+12). У складі молодіжної збірної Латвії учасник чемпіонатів світу 2004 (дивізіон I), 2005 (дивізіон I), 2006 і 2007 (дивізіон I). У складі юніорської збірної Латвії учасник чемпіонатів світу 2003 (дивізіон I) і 2004 (дивізіон I).